# Just You, Just Me
Just You, Just Me est une chanson composée par Jesse Greer (en) pour la comédie musicale Marianne (en) (1929) avec des paroles écrites par Raymond Klages. C’est également un standard de jazz.

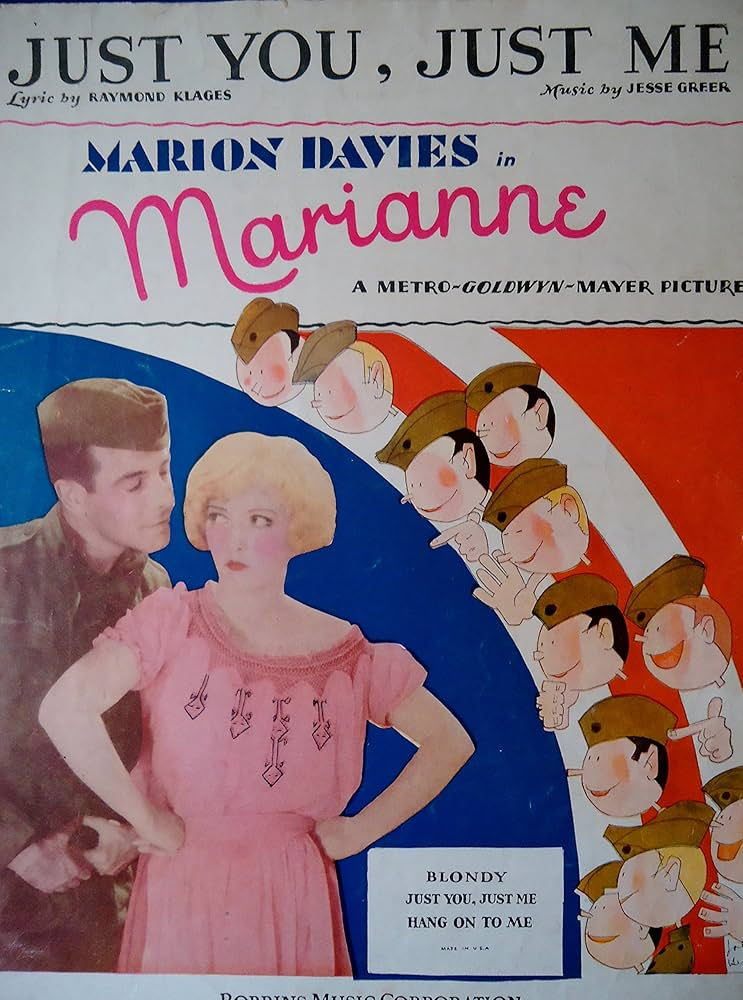
Affiche du film Marianne

La version enregistrée par Lester Young en 1944 a reçu le Grammy Hall of Fame Award en 1999.